# Boris Kiraly
Boris Kiraly (Osijek, 27. studenog 1979.) hrvatski je glazbenik-instrumentalist, pjevač, glazbeni producent, aranžer, skladatelj i glazbeni pedagog.

## Glazbeni put
Boris Kiraly rođen je 27. studenog 1979. u Osijeku. Ljubav prema glazbi pokazuje već od ranog djetinjstva u dobi od šest godina, kada počinje svirati bratovu gitaru i zabavljati svoje ukućane. S navršenih devet godina uključuje se
u tamburaški orkestar Rudolfa Ergotića u kojem svira primu i bugariju. Prepoznavši Borisov talent, Rudolf Ergotic ga upućuje u KUD “Biseri Slavonije” pod vodstvom Franje Slavka Batoreka gdje vrlo brzo prelazi svirati u A sastav sa
najstarijim sviračima, svirajući bugariju. S KUD-om odlazi na turneju po Njemačkoj i Austriji. Prelaskom Franje Slavka Batoreka u KUD “Željezničar”, prihvaća Franjin poziv i počinje svirati u njemu. Nakon godine dana provedene u
KUD-u “Željezničar”, na zamolbu Franje Slavka Batoreka vraća se u KUD “Biseri Slavonije”, koji se ponovno okuplja nakon rata u Hrvatskoj. U dogovoru s tadašnjim sviračima KUD-a osniva svoj prvi glazbeni sastav pod nazivom
“Tambura Bend” u kojem svira bugariju do 1996. godine, kada dobiva poziv od legende tamburaške glazbe Antuna Nikolića Tuce da pređe u renomirani bend “Slavonski bećari”. Sa “Slavonskim Bećarima” ostaje do 2007. godine. Usporedno sa sviranjem u Slavonskim Bećarima, 2006. godine se uključuje u Tamburaški orkestar Slavonsko-Baranjske županije na poziv Franje Slavka Batoreka, u kojem ostaje do 2009. Raspadom poznatog tamburaškog benda “Veseli Šokci”, osniva se tamburaški bend “Skitnice”, u koji Boris prelazi 2007. Paralelno svira gitaru u zabavnom glazbenom sastavu “Maks” i pjeva glavni vokal i prateće vokale do 2010. Stjepan Rudinski ga 2009. godine poziva u tamburaski sastav “Lyra” sto Boris prihvaća, a ujedno ostaje i u “Skitnicama” kao vanjski suradnik. 2010. godine Boris dobiva poziv da počne svirati bas gitaru u sastavu “100% band”. Prihvaća izazov i u bandu ostaje do svoje emigracije u Irsku. Kroz suradnju s Dadom Stojkovićem, bubnjarom 100% banda, 2013. godine sudjeluje na humanirarnom koncertu benda "The Band", koji je bio poklon građanima Osijeka povodom Božića. Koncert se održao u Avenue Mallu Osijek, a Boris je sudjelovao kao gitarist, vokal i prateći vokal. Nakon odlaska u Irsku 2016. godine nastavlja glazbenu karijeru uspješno položivši audiciju za bas gitarista u bendu “Bentley Boys”, u kojem svira i danas.

## Slavonski bećari
Profesionalnu estradnu karijeru započeo je 1996. u legendarnom tamburaškom sastavu “Slavonski bećari” pod vodstvom Antuna Nikolića Tuce, u kojem djeluje do 2007. godine. U sastavu svira bugariju, pjeva glavni vokal i prateće vokale. U tom razdoblju nastupao je na mnogim koncertima diljem svijeta (Njemačka, Švicarska, Mađarska, Austrija, Ukrajina, SAD-u), sudjelovao u preko 200 televizijskih nastupa, na 24 festivala i u glazbeno-scenskom spektaklu HRT-a "Lijepom našom" koji je i danas prisutan na televiziji. Surađivao je s mnogim estradnim umjetnicima kao sto su Krunoslav Kićo Slabinac, Miroslav Škoro, Đuka Čajić, Marta Nikolin, Stjepan Jeršek Štef, Željko Lončarić Žec, Davor Radolfi, Milo Hrnić, Šima Jovanovac, Viktorija Kulišić Đenka, Vera Svoboda i mnogi drugi. Slavonski Bećari dobitnici su mnogobrojnih nagrada i priznanja, ne samo u Hrvatskoj nego i diljem svijeta. Godine 1997. Slavonski Bećari objavljuju studijski album Baš je bila luda godina, a 2003. Narodne Božićne Pjesme. Do 2007. objavljena su 22 njihova festivalska izdanja, u kojima Boris preuzima ulogu studijskog svirača te snima mnogobrojne pjesme, svirajući dionice za sve tambure i pjevajući prateće vokale.

## Lyra
S “Lyrom” 2009. gostuje na jubilarnom koncertu “20 godina Miroslava Škore” u Areni Zagreb. Iste godine također gostuje na jubilarnom koncertu “25 godina Crvene jabuke” u Zetra Sarajevo, BiH. Nakon uspješne koncertne suradnje s Miroslavom Škorom, “Lyra” gostuje kao službeni sastav u televizijskom serijalu Miroslava Škore “Drzava, selo, grad” 2010. godine. Boris u ovom serijalu sudjeluje i kao aranžer, obrađujući pjesme za serijal. U isto vrijeme nastavio je sudjelovati u glazbeno-scenskom spektaklu HRT-a Lijepom Našom.

## Tamburaška škola i glazbeni voditelj
2000. godine na poziv Ilije Nikolića, poznatog graditelja tambura u Osijeku, Boris se suočava s novim izazovom i prihvaća ulogu učitelja sviranja tambura za djecu od 7 godina pa nadalje u sklopu KUD-a “Seljačka Sloga”, Branjsko Petrovo Selo (2000-2015) gdje je ujedno i glazbeni voditelj. Istovremeno 2005. dobiva poziv i iz KUD-a “Lisinski“, Našice (2005-2007) gdje također započinje kao glazbeni učitelj i voditelj. Slijedi KUD “Beli Manastir”, Beli Manastir (2007-2010), KUD “Šokadija”, Ivanovci, Marjancaci, Zelčin (2007-2010), KUD “Šokadija”, Ladimirevci (2011-2013), KUD “Nikola Šubić Zrinski”, Petrijevci (2014-2016), KUD “Šanor Petefi”, Erdut (2015-2016). Također započinje raditi kao glazbeni pedagog u Dječjem Vrticu “Maslačak” u Bizovcu (2012-2016). Svoje znanje prenosi na djecu sve do emigracije u Irsku. Kroz 15 godina djelovanja u radu s djecom Boris je podučavao preko 150-ero djece, raspisao mnogobrojne aranžmane i nastupao na istaknutim folklornim manifestacijama kao sto su Đakovacki Vezovi, Vinkovačke Jeseni, Baranjski Bećarac i mnogi drugi. 
2004. godine snima i producira promo CD s Božićnim Pjesmama u humanitarne svrhe, radi obnavljanja i kupovine tambura za KUD “Seljačka Sloga”, Baranjsko Petrovo Selo. Takodjer 2012. pod visokim pokroviteljstvom Ministarstva kulture Republike Hrvatske u Baranjskom Petrovom Selu sudjeluje u snimanju crkvenog pučkog pjevanja starih Marijanskih napjeva koje je od 2011. godine na listi Ministarstva kulture kao zaštićeno nematerijalno kulturno dobro Republike Hrvatske pod nazivom “Marijo, o mili glas”.

## Autorski rad
2012. godine pomaže osnovati Tamburaski sastav “Ladovina” i ujedno im postaje glazbeni mentor. Boris supotpisuje glazbu, aranžman i produkciju te studijski snima sve tambure i prateće vokale za hit singl Ladovine “Jesenja Duga Kiša“. Pjesma osvaja laskavu titulu Tamburaški hit godine 2013. na Radio Baranji. Na poziv Igora Milića sudjeluje u mnogobrojnim snimanjima kao studijski glazbenik u glazbenom studiju “Emaus”.

## Diskografija

### Slavonski bećari 1996. -  2009.

#### Albumi
- 1997. – Baš je bila luda godina[14]
- 2003. – Narodne božićne pjesme[15]

#### Festivali
- Brodfest[6]
  - 1997. - "Vukovaru, srećo, dobar dan"
  - 1998. – "Sveta Kata, snig za vrata"
  - 1999. – "Kućo moja na pol' šora"[16]
  - 2000. – "Najlipše su cure u Daražu"[17]
  - 2001. – "Dođi, diko, na šokačko sijelo"
  - 2003. – "Vatra ivanjska"[18]
  - 2004. – "Lovačka himna"[19]
  - 2005. – "Ej ravnico, moja mati"[20]
  - 2007. – "Oj, djetešce moje drago"[21]
- Požeški festival Zlatne žice Slavonije[5]
  - 1996. – "Kapo moja poderana"[22]
  - 1997. – "Otac mi je stari tamburaš"
  - 1998. – "Pokid'o sam na biciklu žbice"
  - 2001. – "Da se meni još jedanput roditi"
  - 2005. – "Nikad nismo bolje pili"
- Pitomača[4][7]
  - 1998. – "Prve ljubavi"[23]
  - 1999. – "Kuca srce Slavonije"[24]
  - 2000. – "Samo pjevaj"[25]
  - 2001. – "Bećarska krv"[26]
  - 2002. – "Baranjska rujna zoro"[27]
  - 2004. – "Pala Drava Dunavu u zagrljaj"[28]
  - 2005. – "Zavirih ja u tvoje srdašce"[29]
  - 2007. – "Bećarski život"[30]
  - 2009. – "Teci, Dravo"

## Vanjske poveznice
- Spot pjesme "Jesenja duga kiša"
- Slavonski bećari - spot pjesme milenija "Vukovaru, srećo, dobar dan"
- Slavonski bećari - spot pjesme "Sveta Kata bit će snig za vrata"
- Slavonski bećari - spot pjesme "Kućo moja na pol šora"
- Bentley Boys - nastup u Hotelu Dublin
- Bentley Boys - Led by Michael
- Bentley Boys - Led by John
- Bentley Boys - Led by Miguel